# James Baker
James Addison Baker III (Houston (Texas), 28 april 1930) is een Amerikaanse diplomaat en politicus van de Republikeinse Partij. Hij heeft gediend als stafchef van het Witte Huis (1981-1985 en 1992-1993), als minister van Financiën (1985-1988) en als minister van Buitenlandse Zaken (1989-1992).

## Opleiding
Baker studeerde rechten aan de Princeton-universiteit en aan de Universiteit van Texas in Austin; tussentijds diende hij als officier bij de United States Marine Corps, het Amerikaanse marinierskorps. In 1957 promoveerde hij waarna hij tot 1975 als advocaat aan de slag ging.

## Politieke carrière

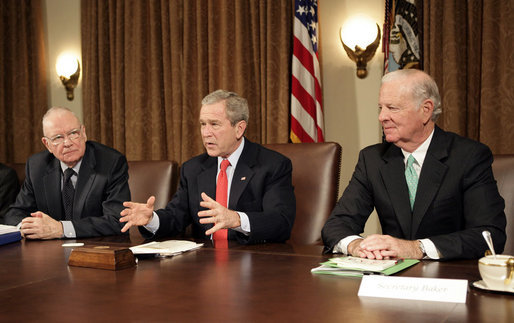
James Baker (rechts) tijdens de presentatie van het rapport over Irak in december 2006. In het midden president George W. Bush

Oorspronkelijk behoorde hij tot de Democratische Partij⁣, maar die verruilde hij later voor de Republikeinse. In 1970 leidde hij de niet-geslaagde verkiezingscampagne van George H.W. Bush voor de Amerikaanse Senaat.
In 1975 was hij onderminister van Handel onder de Republikeinse president Gerald Ford. Ook leidde hij in 1976 diens niet-succesvolle verkiezingscampagne. In 1978 verloor hij zelf de strijd om het ministerschap van Justitie van de staat Texas.

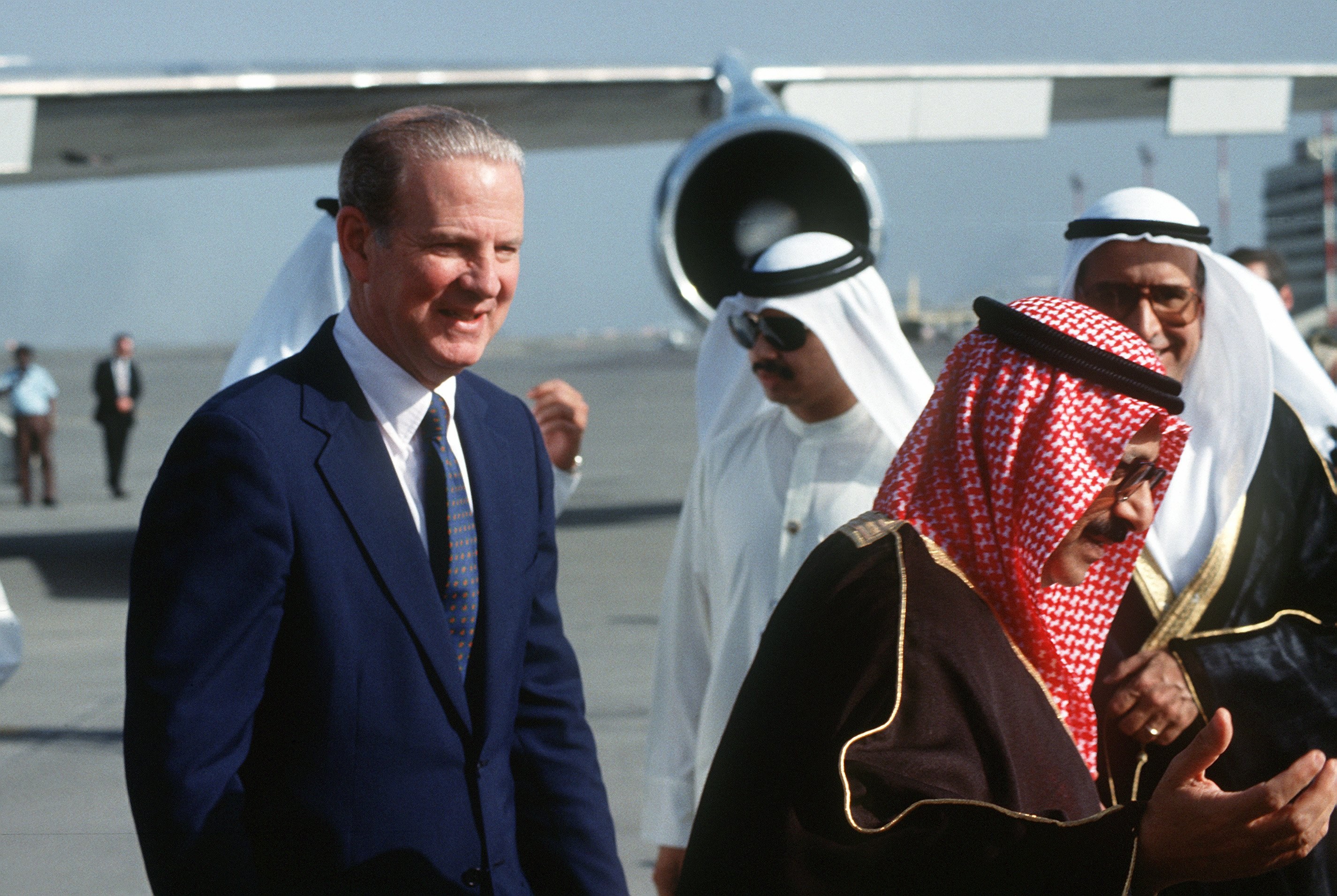
Baker in Koeweit na operatie Desert Storm in 1991

Onder het presidentschap van de Republikein Ronald Reagan was hij van 1981 tot 1985 stafchef van het Witte Huis en van 1985 tot 1988 minister van Financiën. Om het oplopende Amerikaanse handelstekort te keren was Baker nauw betrokken bij het Plaza-akkoord (1985) en het Louvre-akkoord (1987). In 1988 leidde hij de - ditmaal wel succesvolle - verkiezingscampagne van de Republikein George H.W. Bush. Onder diens bewind was hij van 1989 tot 1992 minister van Buitenlandse Zaken (Secretary of State). Als zodanig was hij in 1990-1991 verantwoordelijk voor de totstandkoming van de internationale troepenmacht die het Iraakse regime van Saddam Hoessein uit Koeweit verdreef in de Golfoorlog. Vervolgens was hij tot begin 1993 opnieuw stafchef van het Witte Huis. Nadat George H.W. Bush de verkiezingen verloor, ging Baker weer als advocaat aan het werk.
Vanaf 1997 was hij als speciale gezant van de Verenigde Naties belast met het conflict tussen Marokko en de bevrijdingsbeweging Polisario over de Westelijke Sahara. Omdat hij er niet in slaagde beide partijen tot een vergelijk te laten komen legde hij deze functie in 2004 neer.
Als hoofd van de Iraq Study Group, beter bekend als de naar hem genoemde Commissie-Baker, bracht hij in december een rapport uit over de zeer gewelddadige toestand in Irak. In deze rapportage werd onder meer geadviseerd de Amerikaanse gevechtstroepen in de loop van 2007 uit Irak terug te halen.

## Privé
James Baker huwde in 1953 Mary Stuart McHenry. Zij kregen vier zonen. Mary Stuart stierf in 1970 aan de gevolgen van borstkanker. Later trouwde hij met Susan Garrett, een weduwe met drie kinderen. Susan en James kregen in 1977 nog een dochtertje. Baker behoort tot de Episcopaalse Kerk.
Jefferson ·
Randolph ·
Pickering ·
Marshall ·
Madison ·
Smith ·
Monroe ·
Adams ·
Clay ·
Van Buren ·
Livingston ·
McLane ·
Forsyth ·
Webster ·
Upshur ·
Calhoun ·
Buchanan ·
Clayton ·
Webster ·
Everett ·
Marcy ·
Cass ·
Black ·
Seward ·
Washburne ·
Fish ·
Evarts ·
Blaine ·
Frelinghuysen ·
Bayard ·
Blaine ·
Foster ·
Gresham ·
Olney ·
Sherman ·
Day ·
Hay ·
Root ·
Bacon ·
Knox ·
Bryan ·
Lansing ·
Colby ·
Hughes ·
Kellogg ·
Stimson ·
Hull ·
Stettinius ·
Byrnes ·
Marshall ·
Acheson ·
Dulles ·
Herter ·
Rusk ·
Rogers ·
Kissinger ·
Vance ·
Muskie ·
Haig ·
Shultz ·
Baker ·
Eagleburger ·
Christopher ·
Albright ·
Powell ·
Rice ·
Clinton ·
Kerry ·
Tillerson ·
Pompeo ·
Blinken
John Steelman · Sherman Adams · Wilton Persons · Kenneth O'Donnell · Marvin Watson · Jim Jones · Bob Haldeman · Alexander Haig · Donald Rumsfeld · Dick Cheney · Hamilton Jordan · Jack Watson · James Baker · Donald Regan · Howard Baker · Kenneth Duberstein · John Sununu I · Samuel Skinner · James Baker · Mack McLarty · Leon Panetta · Erskine Bowles · John Podesta · Andrew Card · Joshua Bolten · Rahm Emanuel · Pete Rouse · Bill Daley · Jack Lew · Denis McDonough · Reince Priebus · John Francis Kelly · Mick Mulvaney · Mark Meadows · Ron Klain · Jeff Zients
- CiNii: DA10579156
- Gemeinsame Normdatei: 119351862
- International Standard Name Identifier: 0000 0001 1061 942X
- Library of Congress Control Number: n84212364
- National Archives and Records Administration: 10567958
- Bibliotheek van het Japanse parlement: 00555864
- Nationale Bibliotheek van Tsjechië: jo2015853562
- Nationale Bibliotheek van Israël: 987007309661305171
- Nationale Bibliotheek van Polen: a0000003803852
- Nederlandse Thesaurus van Auteursnamen: 146307712
- SNAC: w63w075v
- Système universitaire de documentation: 072296186
- Trove: 1021408
- Virtual International Authority File: 50034099
- WorldCat: E39PBJpyjtH9hHwyFvt7qcXcfq